# Pascal Malosse
Pour les articles homonymes, voir Malosse.
Pascal Malosse est un écrivain franco-polonais de langue française, nouvelliste, romancier, né à Bruxelles le 12 décembre 1985. Ses textes relèvent de la littérature fantastique et de l'étrange. Après avoir étudié le droit à Lyon et à Paris, il a vécu deux ans à Berlin et sept ans à Varsovie, s'est installé sur la Côte d'Azur depuis 2017.
Son premier recueil de nouvelles, Contes de l'entre-deux, est publié aux éditions Malpertuis en 2014, suivi des Contes de la vodka en 2017. Son premier roman Les fenêtres de bronze paraît en 2018.

## Œuvres

### Recueils de nouvelles
- Contes de l'entre-deux, recueil de nouvelles, éditions Malpertuis, 2014[7]
- Parades, recueil de nouvelles, éditions L'Ivre-Book, 2015
- Contes de la vodka, recueil de nouvelles, éditions Malpertuis, 2017[8]
- Soleil trompeur, recueil de nouvelles, éditions Malpertuis, 2020
- Sous nos latitudes sombres, recueil de nouvelles, éditions Malpertuis, 2022

### Romans
- Les fenêtres de bronze, roman, éditions Malpertuis, 2018[9]
- Musée noir, roman court, éditions de l'Antre, 2019[10]
- L'île aux moines, roman court, Ogmios éditions, 2021[11]
- Le bagne de feu, roman, éditions Malpertuis, 2024[12], illustré par Jean-Michel Nicollet, selectionné au Prix Imaginaire de la Société des Gens de Lettres[13]
- La nuit dans leurs yeux, roman, La Clef d'Argent, 2025

### Nouvelles parues en anthologies et revues
- En fumée, nouvelle de l'anthologie Dimension Moscou, éditions Rivière Blanche, dirigée par Chantal Robillard, 2015[14]
- Nocturnes, nouvelle de l'anthologie Dimension New York, éditions Rivière Blanche, dirigée par Philippe Ward, 2015[15]
- La fuite, nouvelle de l'anthologie Malpertuis VI, dirigée par Thomas Bauduret, 2015[16]
- Ligne de flottaison, nouvelle de l'anthologie Malpertuis VII, dirigée par Thomas Bauduret, 2016[17]
- Le baptême, nouvelle de l'anthologie Malpertuis VIII, dirigée par Thomas Bauduret, 2017[18]
- Erreur de classe, nouvelle de l'anthologie Malpertuis IX, dirigée par Thomas Bauduret, 2018[19]
- Le rêve du botaniste, nouvelle de l'anthologie Ténèbres, dirigée par Benoit Domis, 2018
- Les fantoches, nouvelle de la revue l'Ampoule aux éditions de l'abat-jour, hors-série numéro 4, 2018
- L'assemblée, nouvelle de l'anthologie Malpertuis X, dirigée par Thomas Bauduret, 2019
- L'île morte, nouvelle de la revue littéraire Le Visage vert, no 31, dirigée par Xavier Legrand-Ferronnière, 2019[20]
- Jusqu'à la source, nouvelle de la revue littéraire AOC, no 55, Présence d'esprit, 2020[21]
- Le jeu, nouvelle de l'anthologie Années Folles! Rivière blanche, 2020[22]
- Souvenir d'enfance, nouvelle de la revue Le Novelliste 5, Flatland Editions, 2021[23], revue lauréate du Prix Revue et Essais Ouest Hurlant 2022[24]
- Sherlock Holmes et les Romanov, nouvelle, éditions de l'Antre, 2021[25]
- Sangs purs, revue littéraire Rue Saint Ambroise, 2021[26]
- Pluie sans fin, nouvelle de l'anthologie Malpertuis XII, 2021[27]
- Sherlock Holmes et l'Héritière de Lettox Castle, éditions de l'Antre, 2022[28]
- La dame de Verdemont, anthologie du syndrome, éditions Les Deux Crânes, 2022
- Sherlock Holmes à bord du Flying Scotsman, éditions de l'Antre, 2023
- Le mausolée de tous les arts, nouvelle de la revue Le Novelliste 7, Flatland Editions, 2023
- Empaillés, anthologie Singeries, éditions Les Deux Crânes, 2024
- Le jardin suspendu, anthologie Au parfum de la rose, éditions Verlaine, 2024
- Les fantômes de Levizo, anthologie Malpertuis XV, 2024
- Le mur des ombres, novella de la revue Le Novelliste 8, Flatland Editions, 2025
- Le multi-instrumentiste, nouvelle de l'anthologie Nouvelles Sonorités, Livr'S Editions, 2025
- Les brumes de l'aube, nouvelle de l'anthologie Pas tout à fait morts, Collectif de la vieille lanterne, 2025

### Poésie
- Le jardin rêvé des sens et Cauchemar, poèmes de l'anthologie Nouveau pont de l'esprit : Nice - Novi Sad, DNK, 2024
- Train funèbre, poème de l'anthologie Les chants de Belladone, Malpertuis, 2025

## Réception critique
ActuSF a écrit au sujet des Contes de l'entre-deux que « la brièveté des textes et la diversité des thèmes abordés permettent de proposer un recueil diversifié, qui saura faire frissonner et réfléchir ses lecteurs. »
Pour Benoit Domis, rédacteur en chef de la revue Ténèbres, « ce deuxième recueil de nouvelles de Pascal Malosse est un choc. Je suis sorti de ces 200 pages avec le sentiment d'avoir découvert un écrivain majeur dans un genre finalement assez peu pratiqué dans notre langue, plus de l'étrange (weird) que du fantastique proprement dit. On pense parfois à Ligotti, ce qui est un sacré compliment, mais Malosse a suffisamment de talent pour se passer de comparaisons. »
Dans l’Écran fantastique, Jean-Pierre Andrevon a dit de Pascal Malosse « dont on apprend qu'il est franco-polonais, est né à Bruxelles, a vécu à Berlin et Varsovie, parle allemand et polonais. Des détails qui n'ont rien d'anecdotique, mais condensent des sources d'inspiration à la fois diverses et convergentes où sont forts l'imprégnation de la grisaille et de l'orwellisme en germe de ce qu'on appelait autrefois "les pays de l'Est", mais aussi du fantastique allusif qui fait le charme du plus grand conteur issu du plat pays, Jean Ray.» Et de conclure qu' « on peut reprocher à Malosse de nous laisser parfois en plan en l'absence de chute véritables à ses récits, mais son style aussi classique qu'élégant en rend la lecture plus qu'agréable. En tout cas, il mérite amplement le nom de la maison qui l'édite. »
ActuSF, au sujet des Contes de la vodka, estime que « chacun y trouvera son compte, dans cette variété de nouvelles puissamment évocatrices. »

## Analyse
Selon la revue serbe Književna fantastika, dans un article consacré à la littérature fantastique francophone, « Pascal Malosse est le nom le plus important parmi les écrivains d'horreur contemporains. S'appuyant sur une vision du fantastique d'Europe centrale, son travail forme un lien entre l'héritage du fantastique belge et les courants français contemporains. »
Selon Katarzyna Gadomska, professeure à L'Université de Silésie et spécialiste de la littérature fantastique, « Pour Malosse, le fantastique est un domaine plus large que celui défini par Todorov et d’autres théoriciens d’expression française. Sa vision du fantastique subit des métamorphoses, ce qui se reflète dans son œuvre. Tout d’abord, le fantastique malossien est une vision, personnelle et très spontanée, de la réalité telle qu’il la ressent, une vision intuitive qui permet à l’écrivain de traduire au lecteur sa subjectivité du monde. [...] Comme il me semble, ce n’est pas la réalité elle-même qui se métamorphose dans le fantastique malossien, c’est sa perception par le personnage (et par le lecteur) qui est métamorphosante.
Ce qui peut étonner le lecteur du fantastique malossien, c’est une absence fréquente du phénomène purement anxiogène, du surnaturel facile et, par conséquent, le manque récurrent de motifs fantastiques traditionnels remplacés par le familier qui montre son revers angoissant. Si les motifs fantastiques traditionnels apparaissent quand même dans le fantastique de Malosse, ils sont toujours traités de manière novatrice, inattendue. Citons à titre d’exemple le plus ancien motif du fantastique – celui du fantôme qui apparaît dans "Musée noir". Ce motif est inscrit dans le contexte du passé colonial de la Belgique, le passé qui revient et qui ne veut pas passer. Le fantôme hante le musée noir du titre afin de venger le peuple des Tutsis – victimes du génocide au Rwanda.
Les nouvelles malossiennes sont également structurées d’une manière non traditionnelle. Il est en effet vain d’y chercher la chute typique, présente encore chez Dorémieux et Andrevon, vers laquelle convergent tous les éléments du texte pour créer l’effet de surprise finale. La construction de récits de Malosse s’appuie le plus souvent non sur une gradation traditionnelle – progressive et dynamique – du phénomène maléfique, mais plutôt sur l’insolite tranquille qui se développe de façon plus subtile et délicate. »